# Euphorbia caloderma
Euphorbia caloderma ist eine Pflanzenart aus der Gattung Wolfsmilch (Euphorbia) in der Familie der Wolfsmilchgewächse (Euphorbiaceae).

## Beschreibung
Die sukkulente Euphorbia caloderma bildet kleine und viel verzweigte Sträucher aus. Durch den ausgebreiteten Wuchs werden Matten ausgebildet. Die einzelnen Triebe werden bis zu 1 Meter lang und 1 bis 1,5 Zentimeter dick. Sie sind deutlich vierkantig, hellgrün gefärbt und mit dunklen, grünen Flecken panaschiert, die im Sonnenlicht bronzefarben erscheinen. An den eingebuchteten Kanten stehen im Abstand von 7 bis 10 Millimeter Zähne. Die schmal dreieckigen Dornschildchen werden etwa 1,5 Millimeter lang und 2 Millimeter breit und befinden sich oberhalb der Dornen. Sie sind 8 bis 10 Millimeter nach unten verlängert. Es werden Dornen bis 7 Millimeter Länge und Nebenblattdornen mit 1 bis 1,5 Millimeter Länge ausgebildet.
Der Blütenstand besteht aus einzelnen und nahezu sitzenden Cymen, die einfach gegabelt sind. Die Cyathien werden etwa 4 Millimeter lang und 8 Millimeter breit. Die länglichen Nektardrüsen sind orange gefärbt und stoßen aneinander. Der Fruchtknoten ist beinahe sitzend. Über die Früchte und den Samen ist nichts bekannt.

## Verbreitung und Systematik
Euphorbia caloderma ist im Süden von Tansania im Iringa-Distrikt verbreitet.
Die Erstbeschreibung der Art erfolgte 2000 durch Susan Carter Holmes.